# Valentiniano Gálata
Flávio Valentiniano Gálata (em latim: Flavius Valentinianus Galates; Galácia, 18 de janeiro de 366 - Cesareia Mázaca, 369/370) foi um político romano filho do imperador romano Valente.
O filósofo Temístio ofereceu-se como um tutor do jovem Valentiniano (Oração 9) e, provavelmente, recebeu essa atribuição. O seu pai o nomeou cônsul em 369.
Valentiniano tinha sofrido de uma doença. Os historiadores da Igreja dizem que a mãe teve um sonho no qual ela foi informada de que a doença era a punição pelo tratamento ao qual Valente, que era um semi-Ariano, tinha sujeito o bispo ortodoxo Basílio de Cesareia, ao qual, foi pedido para orar pela cura da criança, disse que iria fazê-lo apenas na condição de Valente se converter à ortodoxia. O imperador recusou converter-se e baptizar a criança de acordo com o rito ortodoxo, chegando a batiza-lo de acordo com Arianismo, mas pouco depois Gálata morreu, enquanto ele estava em Cesareia.